# 琼中山矾
琼中山矾（学名：Symplocos maclurei）为山矾科山矾属下的一个种。

## 扩展阅读
- 維基物種上的相關：琼中山矾